# Анатолий (Грисюк)
Митрополи́т Анато́лий (в миру Андре́й Григо́рьевич Грисю́к; 19 (31) августа 1880, город Ковель, Волынская губерния — 23 января 1938, село Кылтово, Коми АССР) — епископ Русской Православной церкви, митрополит Одесский и Херсонский; церковный историк.
Прославлен в лике святых Русской православной церкви в 2000 году.

## Биография
Родился в семье бухгалтера. Окончил Кременецкое духовное училище (1894), Волынскую духовную семинарию (1900) и Киевскую духовную академию (1904) со степенью кандидата богословия. В 1903 году был пострижен в монашество и в мае 1904 года рукоположён во иеромонаха.
С августа 1904 по август 1905 года — профессорский стипендиат академии по кафедре общей церковной истории. С 3 июня 1905 года — исполняющий должность доцента по кафедре общей церковной истории Киевской духовной академии (с августа 1910 года — по кафедре истории древней церкви). С августа 1905 года занимался научными исследованиями при Русском археологическом институте в Константинополе.
Член Церковно-археологического общества при КДА (1906), награждён наперсным крестом (1908)
В 1911 году получил степень магистра богословия за диссертацию «Исторический очерк Сирийского монашества до половины VI века» и он был утверждён доцентом академии. Эта работа была удостоена премии митрополита Макария.
В Киево-Михайловском монастыре 29 августа 1911 года возведён в сан архимандрита. С 10 января 1912 года — сверхштатный экстраординарный профессор по кафедре истории древней церкви Киевской духовной академии; с мая 1912 года в штате. С 8 июня 1912 года — инспектор и экстраординарный профессор Московской духовной академии.
С 6 июня 1913 года ректор Казанской духовной академии.
Знал классические и некоторые восточные языки, изучал первоисточники истории христианства на Древнем Востоке, отличался «страстным стремлением докопаться до самой мудрёной хронологической даты».

### Архиерей
29 июня 1913 года хиротонисан во епископа Чистопольского, второго викария Казанской епархии (ректоры академии посвящались в сан викарного епископа Чистопольского). С июля 1914 года первый викарий Казанской епархии.
Награждён орденом св. Владимира III степени (1914). Председатель Казанского историко-археологического общества, братства свт. Гурия Казанского (1913) и комитета по военным нуждам (1914), Член Совета Казанского отдела Русского собрания (1917).
В 1918 году член Собора как заместитель митрополита Иакова (Пятницкого), участвовал в 3-й сессии, член II, III, XII отделов.
В 1918—1920 годах временно управляющий Казанской епархией.
После официального закрытия академии советской властью она, сохраняя учебную программу, работала в частном порядке. Поскольку здание академии было отобрано, то лекции читались на дому у профессоров, а совет академии собирался на квартире её ректора. В начале 1921 году чекисты перехватили присланный епископом Анатолием Патриарху Тихону пакет с отчётом о учебной деятельности академии, что привело к появлению письма из ВЧК в Наркомюст, в котором, в частности, говорилось: «Наличность в Казани подобного очага мракобесия, руководимого духовно-административным центром… нежелательна. Просим вас принять меры к пресечению дальнейшей деятельности указанного учреждения».
В марте 1921 года епископ Анатолий был арестован и приговорён к одному году принудительных работ. Был отправлен в Москву и заключён на несколько месяцев в Бутырскую тюрьму, где его жестоко избили, сломали челюсть и два ребра.
С 28 февраля 1922 года епископ Самарский и Ставропольский.
В 1923 году писал Патриарху Тихону: «Я не примкнул ни к одной из обновленческих групп, хотя по этому вопросу меня и спрашивали представители гражданской власти»… В отношениях с гражданской властью соблюдал лояльность, до сентября 1923 г. управлял совместно с викарием — епископом Павлом, который был на свободе лишь месяц; <…> С ВЦУ в официальные и деловые сношения не вступал, за богослужением его не поминал. Указов ВЦУ от сентября 1922 г. о непоминовении Святейшего Патриарха и о монастырях — не выполнял; поступивший в конце ноября новый указ, с мотивировкой запрета на поминовение чисто политического характера — тоже не спешил выполнять). «… но 5/18 декабря 1922 г. я был позван в Самарский Губотдел ГПУ, где меня прямо спросили, — почему я отказываюсь подчиняться распоряжениям московского ВЦУ? Я ответил, что Ваше Святейшество не осуждены ни церковным, ни даже гражданским судом, хотя и состоите не у церковных дел и находитесь в заключении. Тогда представитель ГПУ стал мне разъяснять, что упоминание Вашего имени есть акт нелояльности перед гражданской властью, считающей Вас (это буквальное выражение говорившего со мною) „врагом народа“ и что дело Ваше не разбиралось доселе только по его сложности, но что виновность Ваша очевидна для всех и т. д. …» Когда из-за отсутствия распоряжения по этому вопросу был арестован один из самарских протоиереев и начали поступать вопросы от духовенства, то решил взять на себя каноническую и нравственную ответственность и приостановить, до распоряжения Высшей Церковной власти, поминовение имени Святейшего Патриарха. Возносил гласные молитвы о нём как о заключённом и другим советовал поступать так же.
24 февраля 1923 года вновь арестован за противодействие обновленческому движению (формальным поводом для ареста послужило найденное при обыске в его квартире антисоветское воззвание, написанное от его имени; сам владыка Анатолий заявил, что это фальшивка).
4 августа 1923 года ненадолго освобождён, вскоре возведён Патриархом Тихоном в сан архиепископа.

### Ссылка в Туркмению
18 сентября 1923 года был вновь арестован, обвинён в распространении антисоветских слухов и выслан на три года в административном порядке в Туркмению — в город Полторацк (ныне Ашхабад), а с 1925 года — в Красноводск.
Продолжал интересоваться научными вопросами в ссылке, из которой писал профессору А. И. Бриллиантову: «А что до нас, то мы теперь не столько изучаем древнюю церковную историю, сколько являемся жертвами трагизма новейшей русской церковной истории. Служебная и неслужебная одиссея поставила нас далеко от библиотек и даже от собственного небольшого собрания книг по специальности. Очень любопытно было бы узнать — каково состояние науки древней церковной истории в Европе после войны и какие открытия, капитальные издания и крупные исследования можно там отметить…». Вернулся из ссылки в 1927 году.
Подписал т. н. «Декларацию» митрополита Сергия (Страгородского). С 1927 года постоянный член Временного Священного Синода при Заместителе Патриаршего Местоблюстителя (распущен в 1935 году).

### Одесский владыка

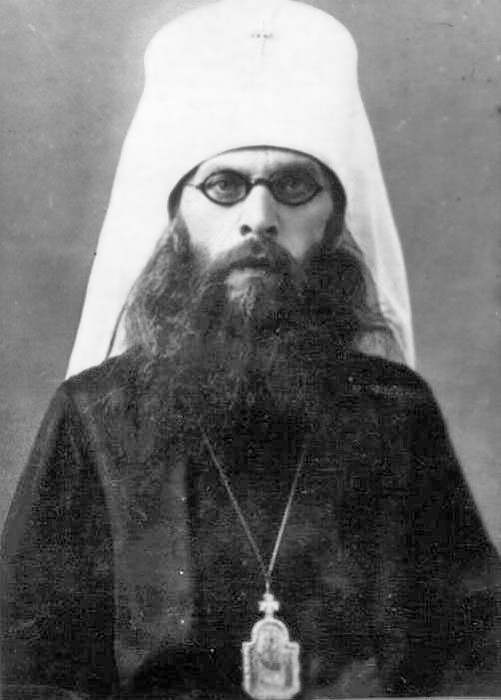

С сентября 1928 года архиепископ Одесский и Херсонский.
18 мая 1932 года все члены Синода, имевшие на тот момент сан архиепископов, в том числе и архиепископ Анатолий, были возведены в сан митрополитов с предоставлением права ношения белого клобука и креста на митре.
С 1934 по 1935 годы временно управляющий Харьковской епархией. В этот период власти закрыли многие храмы епархии (ряд церквей были взорваны), арестовали значительную часть духовенства. Митрополита неоднократно вызывали на допросы в управление ГПУ, то глубокой ночью, то во время богослужения (в последнем случае митрополит сначала завершал службу, несмотря на недовольство чекистов).
По отзывам верующих и духовенства, был добрым и всем доступным человеком, прекрасным проповедником. По воспоминаниям митрополита Мануила (Лемешевского), «по внешности был малого роста, щуплый, сутуловатый, всегда смотревший вниз, — производил впечатление человека, углублённого в себя и занятого своими мыслями».

### Последний арест и заключение на Севере
Арестован в ночь с 9 на 10 августа 1936 года. Обвинён в том, что «связался с католическим ксендзом города Николаева Зноско Христианом Леонтьевичем, с которым вёл переговоры об установлении антисоветского блока путём воссоединения восточной (православной) и западной (католической) церквей на началах унии, с подчинением православной церкви папе Римскому. В повседневной своей деятельности вёл антисоветскую агитацию и в форме контрреволюционных высказываний систематически внедрял антисоветские установки духовенству и церковникам, воспитывая их таким путём в контрреволюционном направлении». В ответ на эти обвинения заявил, что антисоветской агитацией не занимался, а также «связи с представителями католической церкви я не имел и никаких переговоров об объединении православных и католиков не вёл. Заявляю, что я убеждённый антикатолик и по своим религиозным воззрениям как православный архиерей не мог вести таких переговоров. С католическим же священником имел разговор частного характера». Был отправлен в Москву, где заключён в Бутырскую тюрьму. Уже в это время был тяжело болен, у него отнимались ноги.
21 января 1937 года Особое Совещание при НКВД СССР приговорило митрополита Анатолия к пяти годам заключения в лагерь. Несмотря на болезнь, его отправили общим этапом вместе с уголовниками, которые в дороге обворовали митрополита. Часть пути узники проезжали по железной дороге, затем шли пешком — по снегу в условиях суровой, близкой к заполярной зиме. Владыка Анатолий с трудом передвигался: когда он падал, ему разрешали сесть в кузов грузовика и везли до тех пор, пока он не приходил в себя, а затем снова гнали пешком.
В феврале 1937 году прибыл в Кылтовскую сельхозколонию, в мае отправлен на «общие» работы. В октябре в связи с ухудшением состояния здоровья переведён на инвалидности, но уже в ноябре его вновь вывели на общие лагерные работы. К этому времени почти ослеп. Из отчёта администрации лагеря: «Работу выполняет на 62 %. По старости работает слабо, но старается».
В январе 1938 года был помещён в лагерную больницу, где скончался. В его жизнеописании сказано, что перед самой смертью от владыки потребовали, чтобы он отдал своё Евангелие и нательный крест, с которым он никогда не расставался. Евангелие вырвали из его рук силой, но крест он не отдал.

## Канонизация
Канонизован как местночтимый святой Херсонской епархии Украинской православной церковью в 1997 году.
Причислен к лику святых новомучеников и исповедников Российских на Юбилейном Архиерейском соборе Русской православной церкви в августе 2000 года для общецерковного почитания.
Храм во имя священномученика Анатолия открыт в следственном изоляторе Одессы, где он находился в заключении в 1930-х годах. Первая литургия в новом храме была совершена 22 ноября 2016 года.